# Вітторіо Орланді
Вітторіо Орланді (італ. Vittorio Orlandi, 8 вересня 1938) — італійський вершник.
Бронзовий призер Олімпійських Ігор 1972 року в командному конкурі.